# Rijksbeschermd gezicht Hattem
Gezicht Hattem is een van rijkswege beschermd stadsgezicht in Hattem in de Nederlandse provincie Gelderland. De procedure voor aanwijzing werd gestart op 28 augustus 1970. Het gebied werd op 4 juli 1972 definitief aangewezen. Het beschermd gezicht beslaat een oppervlakte van 11,9 hectare.
Panden die binnen een beschermd gezicht vallen krijgen niet automatisch de status van beschermd monument. Wel zal de gemeente het bestemmingsplan aanpassen om nieuwe ontwikkelingen in het gebied te reguleren. De gezichtsbescherming richt zich op de stedenbouwkundige en cultuurhistorische waardering van een gebied en wil het toekomstig functioneren daarvan veiligstellen.